# Кам'яний мішок
«Кам'яний мішок» (ісл. Grafarþögn) — кримінальний роман ісландського письменника Арнальдура Індрідасона, вперше вийшов у видавництві Vaka-Helgafell 2001 року. Є продовженням попереднього роману «Трясина». 
У 2003 році роман нагороджений «Скляним ключем» як найкращий кримінальний роман року в Скандинавії. 2005 року роман здобув премію «Золотий кинджал» від Асоціації письменників детективного жанру (Велика Британія).

## Сюжет
У передмісті Рейк'явіка на будівельній ділянці виявлений півстолітньої давності скелет. Думки Ерленда зайняті важким станом доньки, яка лежить в лікарні. Однак він вважає, що вбивство є вбивство, коли б воно не сталося, і методично збирає крихітні уривки інформації в осмислену картину, витягуючи з небуття сумні історії декількох ісландських сімей в роки Другої світової війни. І як невдачливий батько, і як талановитий слідчий він з'ясовує, що темна сторона суспільства занадто повільно покращується.

## Літературна критика
Роман був в цілому добре прийнятий критиками. Ось лише деякі відгуки:
- «Чудове продовження знаменитої «Трясини». Вражаюче живий, тонкий і складний роман.» — Publishers Weekly.
- «В «Кам'яному мішку» панує свого роду емоційна клаустрофобія, майстерно переплетені нитки нерозривно пов'язують минуле з сьогоденням.» — Booklist.
- «Автор, що гідний найщирішого захоплення.» — Sunday Telegraph.

## Нагороди
- 2003 «Скляний ключ» від Союзу детективних авторів Скандинавії
- 2005 «Золотий кинджал» від Асоціації письменників детективного жанру (Велика Британія).